# Lil' Touch
«Lil' Touch» (en hangul, 몰랐니) es el álbum sencillo debut de Oh!GG, subunidad del grupo surcoreano Girls' Generation. Fue lanzado el 5 de septiembre de 2018 por SM Entertainment.

## Antecedentes y lanzamiento
Luego de la salida de tres integrantes de Girls' Generation de la discográfica, SM Entertainment reveló que debutaría a una nueva subunidad. «Lil' Touch» fue una de las dos opciones para el debut de Yuri como solista. Sin embargo, Oh!GG se quedó con la canción debido a que era «muy rápida y más adecuada para un grupo». El videoclip de «Lil' Touch» fue lanzado al mediodía (KST) el 5 de septiembre, y en el primer día alcanzó nueve millones de visitas, siendo el mejor resultado en la carrera de Girls' Generation, el mejor resultado entre vídeos debut de K-pop, así como entre todos los artistas de SM.

## Composición
Tamar Herman de Billboard describió a «Lil' Touch» como una canción impulsada por sintetizadores dramáticos, aplausos y percusiones rítmicas que representa un lado más maduro del grupo. También describió a «Fermata» como una canción de synth-pop campechana.

## Éxito comercial
La canción debutó en el séptimo lugar de Gaon Digital Chart. Mientras que en World Digital Songs de Billboard se posicionó en el tercer puesto. «Lil' Touch» fue el decimotercer lanzamiento más vendido del año con 43 191 copias vendidas en formato kinho.

## Lista de canciones
| N.º   | Título                      | Letras                                | Música                                                                | Duración |  |
| 1.    | «Lil' Touch» (몰랐니)       | Odal Park, Choi Ji-yeon (Jam Factory) | Lance Shipp, Rachael Kennedy, Nathalia Marshall, Laurell Barkerm, VMP | 3:09     |  |
| 2.    | «Fermata» (쉼표)            | Kim Sung-woo (Jam Factory),           | Andreas Oberg, Maria Marcus, Fredrik Thomander, Johan Becker          | 3:58     |  |
| 3.    | «Lil' Touch» (Instrumental) |                                       | Lance Shipp, Rachael Kennedy, Nathalia Marshall, Laurell Barkerm, VMP | 3:09     |  |
| 4.    | «Fermata» (Instrumental)    |                                       | Andreas Oberg, Maria Marcus, Fredrik Thomander, Johan Becker          | 3:58     |  |
| 13:34 |                             |                                       |                                                                       |          |  |

## Posicionamiento en listas
| Lista (2018)                            | Mejor posición |
| --------------------------------------- | -------------- |
| Corea del Sur (K-pop Hot 100)           | 4              |
| Corea del Sur (Gaon Album Chart)        | 3              |
| Corea del Sur (Gaon Digital Chart)      | 7              |
| Estados Unidos (World Digital Songs)    | 3              |
| Nueva Zelanda (New Zealand Music Chart) | 39             |
| Japón (Japan Hot 100)                   | 33             |